# Sophia Christina Feith

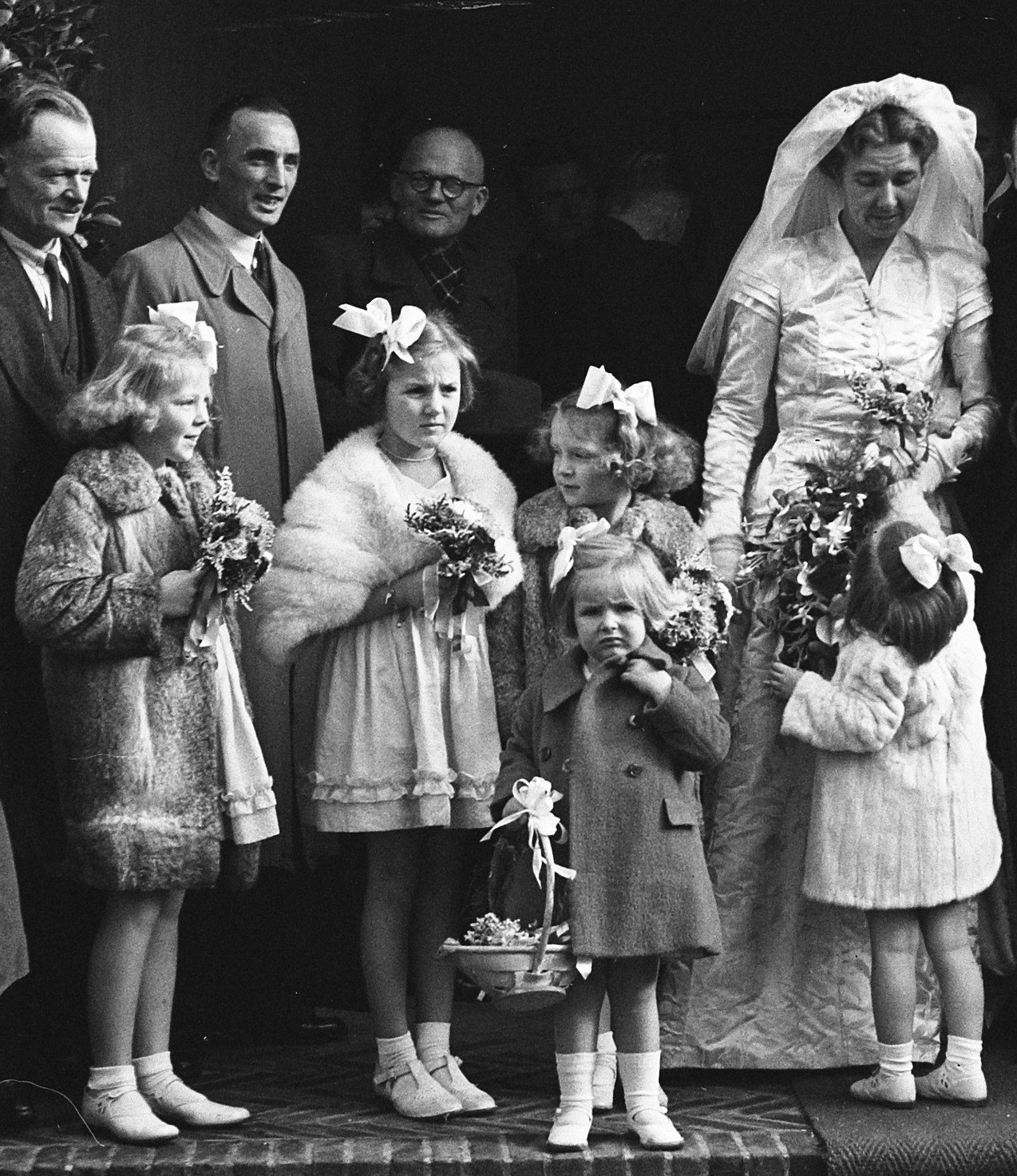
Sophia Feith met onder anderen de prinsesjes tijdens haar huwelijk

Jkvr. Sophia Christina Feith, ook wel Sophie of Sophia Feith (Groningen, 26 maart 1912 − 's-Graveland, 27 mei 1991) was gedurende acht jaar kinderverzorgster cq. gouvernante van prinses Beatrix der Nederlanden en voor een kortere periode van haar jongere zus prinses Irene.

## Biografie
Feith volgde haar basis- en middelbare opleiding aan de Godelinde-school te Hilversum. Zij volgde daarna een opleiding aan het kinderziekenhuis in Utrecht bij onder anderen prof. J. Haverschmidt. In eerste instantie ging zij werken bij de Ziekenverpleging Prinsengracht in Amsterdam. Zij behaalde haar diploma kraamverpleegkundige te Den Haag bij de Emmakliniek. 
Vanaf maart 1938, toen prinses Beatrix twee maanden oud was, werd Feith haar kinderverzorgster. Dit gebeurde op aanbeveling van haar ziekenhuisdirecteur, tevens medisch adviseur van kroonprinses Juliana. Zij volgde daarbij zuster Boonstra op.
Bij de doop van Beatrix op 12 mei 1938 was zij aanwezig. Verzorgster werd zij ook van Beatrix' jongere zus Irene, nadat die in augustus 1939 was geboren. Ook ging Feith mee met het prinselijk gezin op vakanties. Ze had de opvoeding van de prinsesjes tot taak, die de toenmalige prinses Juliana grotendeels overliet aan haar en aan haar vriendin Martine Röell-del Court van Krimpen.

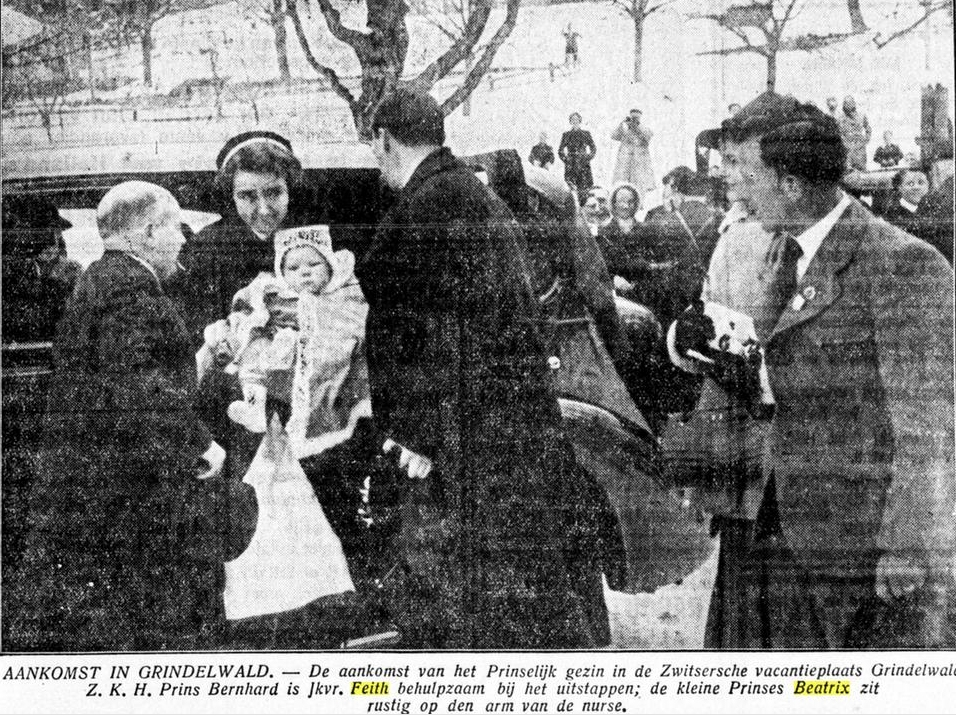
Sophia Feith met baby Beatrix bij aankomst in Grindelwald

Tijdens de Duitse inval op 10 mei 1940 verbleef zij met onder anderen koningin Wilhelmina en het gezin van Juliana in de schuilkelder van Huis ten Bosch. Vanwege de vele parachutisten die daar landden verkasten zij naar de schuilkelder bij Paleis Noordeinde. Toen het prinselijk gezin in de Tweede Wereldoorlog op 12 mei naar Engeland vertrok ging zij met hen mee. Ook toen Juliana met haar kinderen met de Hr. Ms. Sumatra naar Ottawa vertrok, ging zij mee. In deze periode verscheen zij op verschillende prentbriefkaarten van de koninklijke familie. In Canada hielp zij bij de bloedtransfusiedienst van het Rode Kruis, om iets te doen voor West-Europa.
Toen Juliana naar Londen vertrok schreef zij brieven over de vorderingen van de prinsessen, die met haar in Canada achterbleven. Na de bevrijding keerde zij met het gezin van Juliana terug naar Nederland. 
In september 1946 werd haar aanstaande huwelijk bekend met jhr. ir. Joan Röell (1906-2000), met wie zij op 29 oktober van dat jaar trouwde. De twee prinsesjes Beatrix en Irene waren bruidsmeisjes, Margriet was bloemenmeisje. Op verzoek van Juliana werd de huwelijksdag gevierd in Paleis Soestdijk. Het bruiloftsmaal werd genuttigd in de Waterloozaal met 52 gasten. Het echtpaar kreeg samen vier kinderen en bewoonde huis Sperwershof.
Toen zij trouwplannen had, verliet Feith haar dienst bij het prinselijk gezin. Zij werd opgevolgd door Anneke Huidekoper en daarna door Rita Pennink.
Dat Feith contact hield met de koninklijke familie blijkt uit het feit dat zij in 1947 aanwezig was bij de doop van toen nog prinses Marijke. In 1985 was zij aanwezig bij de onthulling van het gedenkteken op vliegveld Teuge ter herinnering aan de terugkomst naar Nederland van Juliana, Beatrix, Irene en Margriet op 2 augustus 1945.
Sophia Christina Röell-Feith overleed in 1991 op 79-jarige leeftijd en werd begraven in 's-Graveland.

## Familie
Feith was een telg uit het geslacht Feith en een dochter van jhr. Henri Feith (1885-1947) en jkvr. Elisabeth Aletta van Kretschmar van Veen (1887-1944), telg uit het geslacht Van Kretschmar.
Haar echtgenoot Röell was een broer van hofdame jkvr. Catharina Elisabeth Boudewina Röell (1911-1995), jhr. ir. Willem Gerard Röell (1905-1942), onder andere secretaris en adjudant van prins Bernhard, en van jhr. mr. Eric Willem Röell (1908-2002), kamerheer en particulier thesaurier van koningin Juliana. Röell was lid van de familie Röell en een zoon van jhr. mr. dr. Willem Frederik Röell (1870-1942), bankier en kamerheer, en Catharina Elizabeth Boudewina barones Sloet van Oldruitenborgh (1871-1941), hofdame van koningin Wilhelmina en lid van de familie Sloet.